# Dorika crofti
Dorika crofti là một loài bướm đêm trong họ Noctuidae.